# Laurent Bonelli
 (novembre 2019).
Si vous disposez d'ouvrages ou d'articles de référence ou si vous connaissez des sites web de qualité traitant du thème abordé ici, merci de compléter l'article en donnant les références utiles à sa vérifiabilité et en les liant à la section « Notes et références ».
En pratique : Quelles sources sont attendues ? Comment ajouter mes sources ?
Pour les articles homonymes, voir Bonelli.
Laurent Bonelli est un sociologue français.

## Biographie
Docteur en science politique en 2007, Laurent Bonelli est professeur de science politique à l’université Paris X Nanterre et rattaché à l'institut des sciences sociales du politique (ISP). Il est spécialisé dans les questions de sécurité urbaine, de surveillance et de lutte contre le terrorisme et la radicalisation. Il est corédacteur en chef de la revue Cultures & Conflits et associate editor de la revue International Political Sociology (Oxford University Press). Il participe également au réseau scientifique TERRA (Travaux, Études, Recherches sur les Réfugiés et l'Asile) et à la revue en ligne Asylon(s). Il intervient régulièrement comme expert dans les travaux sur la cohésion sociale du Conseil de l'Europe.

### Ouvrages
- La Fabrique de la radicalité. Une sociologie des jeunes djihadistes français, avec Fabien Carrié, Editions du Seuil, 2018[3],[4]
- L'État démantelé. Enquête sur une révolution silencieuse, en collaboration avec Willy Pelletier, La Découverte, 2010[5]
- Au nom du 11 septembre… Les démocraties à l'épreuve de l'antiterrorisme, en collaboration avec Didier Bigo et Thomas Deltombe, La Découverte, 2008  (ISBN 9782707153296)[6].
- La France a peur. Une histoire sociale de l'insécurité, La Découverte, 2008[7],[8]
- La Machine à punir. Pratiques et discours sécuritaires, L'Esprit frappeur, Paris, 2001[9]

### Chapitres d'ouvrage
- «  Entrepreneurs de cause et construction sociale des menaces », in Sabine Caillaud, Virginie Bonnot et Ewa Drozda-Senkowska (dir), Menaces sociales et environnementales : repenser la société des risques, Rennes, Presses universitaires de Rennes, 2017, p. 43–55.
- « De la disciplina obrera al improbable control securitario », in Débora Avila et Sergio García (coord.), Enclaves de riesgo. Gobierno neoliberal, desigualdad y control social, Madrid, Traficantes de sueños, 2015, p. 163–177.
- « Les “mille” démantèlements de l’État », (avec Willy Pelletier), in Laurent Bonelli et Willy Pelletier (dir.), L’État démantelé. Enquête sur une révolution silencieuse, Paris, La Découverte, 2010, p. 13-25.
- « Les modernisations contradictoires de la police nationale », in Laurent Bonelli et Willy Pelletier (dir.), L’État démantelé. Enquête sur une révolution silencieuse, Paris, La Découverte, 2010, p. 102-117.
- « Les forces de police », in Antonin Cohen, Bernard Lacroix et Philippe Riutort (dir.), Nouveau manuel de science politique, La Découverte, Paris 2009, p. 235-241.
- « D’une configuration disciplinaire à l’autre ? », in Bernard Harcourt (dir.) Discipline, security and beyond, Carceral Notebooks, Volume IV, Chicago 2009, p. 7-22.
- “‘Hidden in Plain sight’: intelligence, exception and suspicion after 11 September 2001”, in Didier Bigo et Anastassia Tsoukala (dir.), Terror, Insecurity and Liberty. Illiberal Practices of Liberal Regimes after 9/11, London, Routledge, 2008, p. 100–120.
- « “¡Ya estábamos pisando a fondo desde 1995!”. La sorprendente estabilidad del antiterrorismo francés antes y después del 11S », in Charles T. Powell et Fernando Reinares (dir.), La democracias occidentales frente al terrorismo global, Ariel, Barcelona, 2008, p. 195–223.
- “Policing the youth : towards a redefinition of discipline and social control in French working-class neighbourhoods”, in Sudhir Venkatesh, (Ed.) Youth, Globalization and the Law, Stanford University Press, 2007, p. 90–123.

## Filmographie
- 2007 : Braves gens n'ayez plus peur, documentaire du Collectif Panic!
- 2012 : Penser Critique, kit de survie éthique et politique pour situations de crise(s), de Thomas Lacoste
- 2012 : DSK, Hollande, etc, de Pierre Carles
- 2013 : Notre monde, de Thomas Lacoste